# تاغواتينغا، القطاع الفدرالي
تاغواتينغا (بالبرتغالية: Taguatinga‏) هي منطقة إدارية في القطاع الفدرالي في البرازيل.

## أعلام
- إيمرسون دوس سانتوس دا سيلفا
- جواكيم كروز